# (24465) 2000 SX155
2000 أس أكس 155 (ويعرف أيضًا باسم (24465) 2000 أس أكس 155 وفق تسمية الكوكب الصغير) (بالإنجليزية: 2000 SX155)‏ هو كويكب ضمن حزام الكويكبات؛ وترتيبه 24465 من حيث الاكتشاف.
اكتُشف هذا الجُرم الفلكي بواسطة بحث لنكولن عن الكويكبات القريبة من الأرض في 24 سبتمبر 2000.

## وصلات خارجية
- (24465) 2000 SX155 في قاعدة بيانات مختبر الدفع النفاث لأجرام النظام الشمسي الصغيرة

- الاكتشاف · مخطط المدار ·  العناصر المدارية · المعلمات المادية

- (24465) 2000 SX155 على موقع ويكي سكاي: DSS2, SDSS, GALEX, IRAS, Hydrogen α, X-Ray, Astrophoto, Sky Map, Articles and images